# Технічні Вісті
Технічні Вісті — орган Українського Технічного Товариства у Львові, виходив у 1925—1939 роках, спершу квартальник, з 1931 — двомісячник, з 1937 — місячник. Редактори: Я. Стефанович (до 1930), І. Кандяк (1930—1933), Северин Пастернак та (1939) А. Фіґоль.